# Johann Ernst Gericke
Johann Ernst Gericke (* 11. Februar 1720 in Berlin; † um 1786 ebenda) war ein deutscher Kupferstecher. 
Er war der Sohn des Lakaien Heinrich Gericke. Sein Pate war der Königliche Kupferstecher Johann Georg Wolffgang. Gericke arbeitete ebenfalls als Kupferstecher und war als solcher von 1744 bis 1786 in Berlin ansässig. Er stach hauptsächlich Porträts von Angehörigen des Adels und bekannter Persönlichkeiten. Im Kupferstichkabinett Berlin befinden sich 55 Blätter verschiedener Sujets. 

Werkbeispiele
Swantopolk der Große, 1749
Sobieslaw I., Herzog von Pommern, 1749
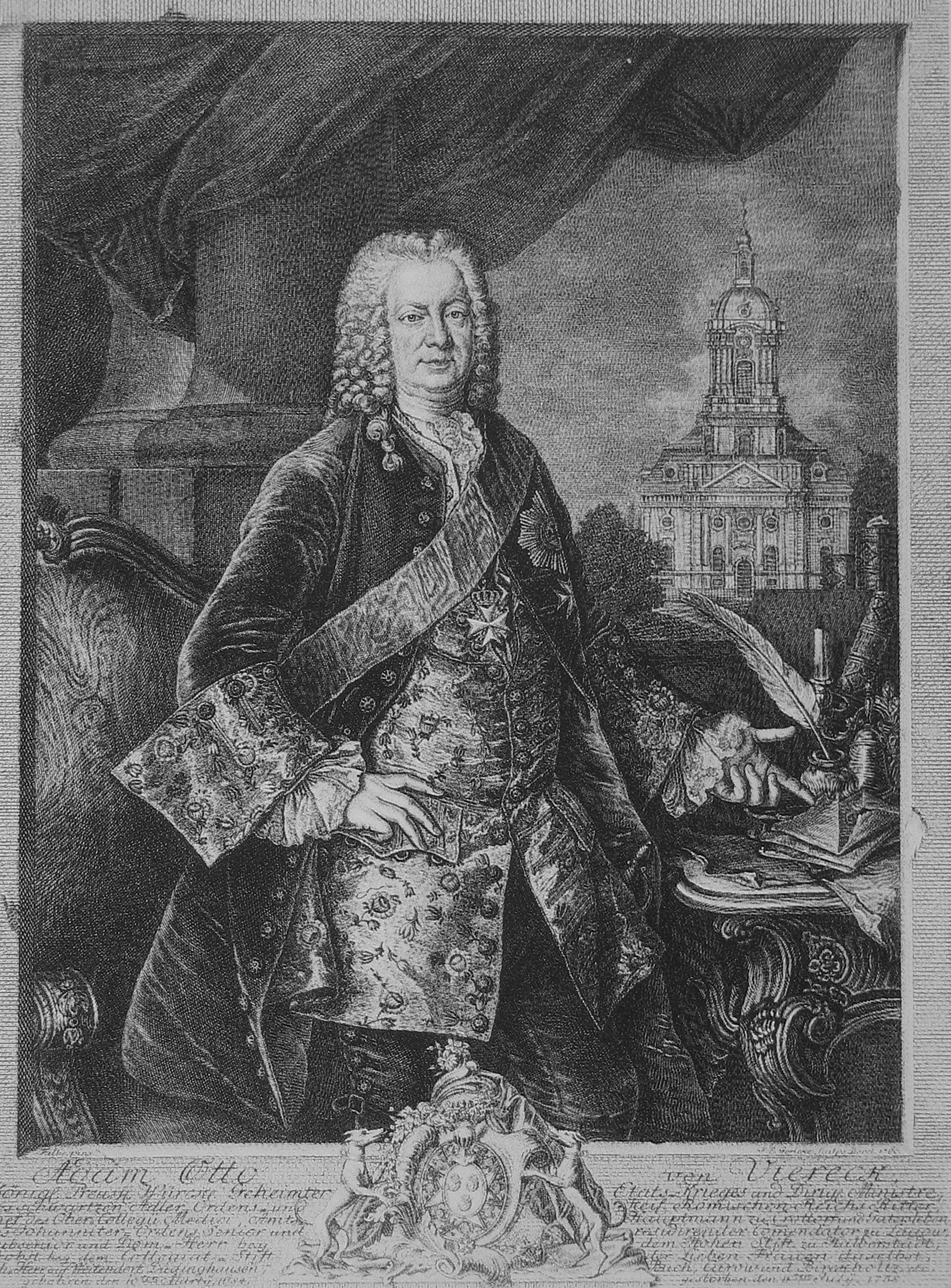
Adam Otto von Viereck, Patron der Schlosskirche Buch bei Berlin, 1750